# Charette, Québec
Charette är en kommun i provinsen Québec i Kanada. Den ligger i regionen Mauricie, i den sydöstra delen av landet, 240 km nordost om huvudstaden Ottawa.